# Acanthogorgia ramosissima
Acanthogorgia ramosissima är en korallart som beskrevs av Wright och Studer 1889. Acanthogorgia ramosissima ingår i släktet Acanthogorgia och familjen Acanthogorgiidae. Inga underarter finns listade i Catalogue of Life.